# Janduhy Carneiro
Janduhy Carneiro Sobrinho (João Pessoa, 19 de novembro de 1966) é um servidor público e político brasileiro, atualmente filiado ao DC. Exerceu 2 mandatos como deputado estadual pela Paraíba entre 2011 e 2019, voltando ao cargo entre janeiro de 2021 e abril de 2022.

## Biografia
É filho do ex-deputado estadual Dirceu Arnaud e sobrinho de Janduí Carneiro (que foi deputado federal entre 1946 e 1975), Rui Carneiro (senador, deputado e interventor federal da Paraíba) e Carneiro Arnaud (prefeito de João Pessoa entre 1986 e 1988).
Sua primeira eleição foi em 1988, como candidato a vice-prefeito de Pombal pelo PSDB. A chapa, encabeçada por Atencio Bezerra Wanderley, ficou em terceiro lugar, com 1.942 votos.
Voltaria à política em 2010, disputando uma vaga na Assembleia Legislativa pelo PPS (atual Cidadania), ficando com a 35ª colocação entre os deputados estaduais eleitos. Foi reeleito em 2014, foi reeleito com 19.694 votos pela legenda do PTN. Em 2018, ainda como representante da oposição (desta vez filiado ao Patriota), tentou o terceiro mandato seguido como deputado estadual, mas não teve êxito (embora tivesse obtido 14.015 votos).
Em janeiro de 2021, Janduhy reassumiu a vaga na ALPB depois que o titular, Felipe Leitão (PSD), foi nomeado secretário de Desenvolvimento Social de João Pessoa, saindo em abril de 2022. No mesmo ano disputou novamente uma cadeira na Assembleia Legislativa, pelo DC, recebendo apenas 2.514 votos.